# Mark Burns
Mark Burns (Bromsgrove, 30 maart 1936 – Londen, 8 mei 2007) was een Brits acteur.
Burns wilde aanvankelijk priester worden. Na een korte periode in het Britse leger werd hij uiteindelijk acteur. Hij maakte zijn filmdebuut in het drama Tunes of Glory (1960). Hij speelde mee in films van Luchino Visconti, zoals Death in Venice (1971) en Ludwig (1972). Zijn carrière stagneerde in de jaren '80. Hij stierf in 2007 aan longkanker.

## Filmografie (selectie)
- 1960: Tunes of Glory
- 1963: The Day and the Hour
- 1964: The System
- 1966: Death Is a Woman
- 1968: The Charge of the Light Brigade
- 1970: A Day at the Beach
- 1971: Death in Venice
- 1971: A Time for Loving
- 1972: Ludwig
- 1973: House of the Living Dead
- 1974: Juggernaut
- 1974: The Maids
- 1975: A Long Return
- 1977: Count Dracula
- 1978: The Stud
- 1979: The Bitch
- 1981: Eyewitness
- 1983: Bergerac
- 1999: The Clandestine Marriage
- 2007: Stardust